# Теодрос II
Теодрос II е император на Етиопия в периода 1855 – 1868 г. До провъзгласяването му на император е носил името Каса.
Син е на местен феодал. Първоначално е обучаван за духовник в манастир. Манастирът обаче бива разрушен и Каса се връща при своето семейство.
Първоначално Каса става управител на провинция Квара и обединява северна и централна Етиопия която е разкъсвана от гражданска война. Провъзгласява се за император под името Теодрос II. Той се опитва да превърне Етиопия в силна централизирана държава като провежда редица реформи с цел обединяване на държавните приходи. Данъците на селското население са намалени. Създава единна армия и прекратява търговията с роби.
Реформите на Теодрос II създават недоволство и съпротива от страна на големите феодали и князе в Етиопия. Князете поддържали интересите на англичаните. Виждайки заплаха в лицето на Теодрос към политиката на Великобритания за експанзия в Етиопия същата обявява война. В хода на англо-етиопската война 1867 – 1868 крепостта Магдала е обсадена от англо-индийските войски. Теодрос II отказва да се предаде и се самоубива. По ирония на съдбата той се застрелва с пистолета подарен му от кралица Виктория.
На съдбата на Теодрос II е посветен романът "Теодорос" на румънския писател Мирча Картареску. Той обаче добавя на главния герой румънска биография въз основа на бележка на представител на прочутия аристократичен род Гика 
. 